# 開普吉拉多縣
開普吉拉多縣（英語：Cape Girardeau County）是美国密蘇里州東南部的一個縣，東隔密西西比河與伊利诺伊州相望，面積1,518平方公里。根據2020年美國人口普查，共有人口81,710人。縣治傑克森。該縣成立於1818年，縣名来自一块面临密西西比河的礁石，以在当地开设商埠的法国军人讓·巴普提斯特·德·吉拉多（Jean Baptiste de Girardot）命名。